# Lissonota sardanator
Lissonota sardanator là một loài tò vò trong họ Ichneumonidae.